# قلعة بلوا
قلعة بلوة (بالفرنسية: Château de Blois)؛ هي قلعة تاريخية تقع في مدينة بلوة بمنطقة لوار وشير، فرنسا، وتُعد من أبرز القصور الملكية في وادي اللوار، كانت مقرًا لإقامة سبعة ملوك وعشرة ملكات من ملوك فرنسا، تجمع القلعة بين أربعة أنماط معمارية بارزة: القوطي، القوطي المتأخر، النهضة، والكلاسيكي، ما يجعلها شهادة معمارية على تطور الفن الملكي الفرنسي، من أشهر أحداثها اغتيال هنري الأول دوق غيز عام 1588 بأمر من الملك هنري الثالث، وأيضا وفاة غاستون، دوق أورليان، تُعد اليوم من أهم المعالم التاريخية والسياحية في فرنسا.